# Clan Kamiizumi
Le clan Kamiizumi (Kamiizumi-shi) est un clan du Japon médiéval originaire de la province de Kai. Le clan était vassal du clan Uesugi pendant la période Sengoku.
Un membre très célèbre du clan est Hidetsuna Kamiizumi. Il est célèbre car il peut être considéré comme le créateur du style de combat Yagyū Shinkage-ryū.